# Curaçaoschil

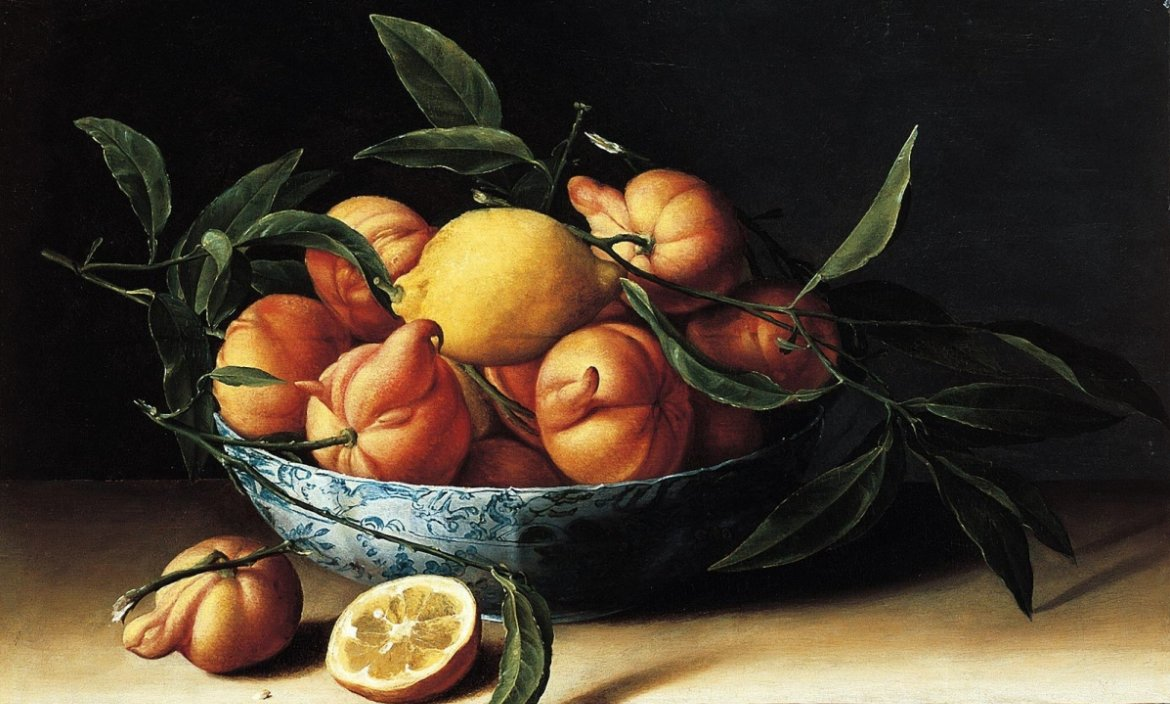
Een stilleven van de Curaçaose laraha

Curaçaoschillen zijn de gedroogde schillen van de citrusboom laraha (Citrus aurantium subsp. currassuviencis). Door aanwezigheid van diverse bitterstoffen is deze schil erg bitter. De naam curaçaoschil is afkomstig van de gelijknamige likeur curaçao.

## Gebruik
Curaçaoschillen worden gebruikt bij het brouwen van witbier en andere Belgische bieren. Tevens worden deze schillen in de kruidenbitter Beerenburg en diverse likeuren zoals Blue Curaçao en Oranjebitter gebruikt.